# 16 (албум)
16 је шеснаести албум Драгане Мирковић, издат је 2000. године.
Као што је био случај са претходним албумом Драгана је и овај симболично назвала 16, шеснаеста година на естради и шеснаести албум по реду, издат је у мају па је током лета отпутовала у Тунис и снимила два спота у Сахари, за песме „Сама” и „Ја успомену чувам”. За овај албум снимљена су још два спота, за песму „Немам ја милион судбина” који је сниман тако што се Драгана са два добермана у приколици која је представљала покретно острво возила по центру Београда, и за песму „Остани” који је монтиран од снимака са концерта који је одржала у Тузли. Том приликом је изјавилаː „Мени су пре концерта у Тузли говорили да можда још није време, рекла сам, знате шта, ја немам чега да се плашим, немам чега да се стидим, знам шта сам говорила и радила за време рата, човек сам који може само да воли, а не да мрзи људе. Без икаквих телохранитеља отишла сам у Тузлу, имала концерт и провела се фантастично, чак сам и снимила спот са концерта.” И овај пут успела да изненади своју публику, поред феноменалних песама, CD није био класичног округлог облика, због тога је штампан у Швајцарској, па је успела да престигне и своје иностране колеге. На јесен, појављивањем у пар емисија Драгана је задовољна и срећна причала о разним темама али о приватном животу ни реч. Публика није ни слутила шта се дешава, сијала је са добрим разлогом, била је у другом стању и требало је да се уда. Поред наведених песама, издвојиле су се иː „Сватови” и „С′ времена на време”.
Овај албум Драгана је посветила својој публици речимаː „Ове песме посвећујем онима који су ме с′ љубављу пратили свих ових 16 година. Увек ваша Драгана.”

## Списак песама
1. Сама 
(Γ. Σαρρης - Д. Брајовић - арр. п. Здравковић)
2. Сватови 
(П. Здравковић - Д. Брајовић - арр. П. Здравковић)
3. Немам ја милион судбина 
(Б. Самарџић - Б. Самарџић - арр. Д. Абадић)
4. Остани 
(П. Здравковић - Миланко - арр. П. Здравковић)
5. Веруј, веруј 
(З. Тимотић - Д. Брајовић - арр. З. Тимотић)
6. Ја успомену чувам 
(Д. Брајовић - Д. Брајовић - арр. Д. Абадић)
7. Ако питаш како сам 
(З. Тимотић - В. Петковић - арр. З. Тимотић)
8. С′ времена на време 
(П. Здравковић - Д. Брајовић - арр. П. Здравковић)
9. Можда 
(Д. Брајовић - Д. Брајовић - арр. Д. Абадић)
10. Да ли ти жалиш ме 
(П. Здравковић - Миланко - арр. П. Здравковић)
11. Цео живот једна љубав 
(З. Младеновић - Ј. Степић - арр. З. Тимотић)